# Руда (Оток)
Руда (хорв. Ruda) — населений пункт у Хорватії, в Сплітсько-Далматинській жупанії у складі громади Оток.

## Населення
Населення за даними перепису 2011 року становило 880 осіб.
Динаміка чисельності населення поселення:

## Клімат
Середня річна температура становить 12,25 °C, середня максимальна – 27,13 °C, а середня мінімальна – -2,76 °C. Середня річна кількість опадів – 941 мм.
| Клімат поселення                              | Клімат поселення | Клімат поселення | Клімат поселення | Клімат поселення | Клімат поселення | Клімат поселення | Клімат поселення | Клімат поселення | Клімат поселення | Клімат поселення | Клімат поселення | Клімат поселення | Клімат поселення |
| Показник                                      | Січ.             | Лют.             | Бер.             | Квіт.            | Трав.            | Черв.            | Лип.             | Серп.            | Вер.             | Жовт.            | Лист.            | Груд.            |                  |
| Середній максимум, °C                         | 8,40             | 9,49             | 12,78            | 16,73            | 21,30            | 25,12            | 27,13            | 26,97            | 22,17            | 17,44            | 12,08            | 9,11             |                  |
| Середня температура, °C                       | 2,82             | 3,90             | 7,20             | 11,14            | 15,70            | 19,54            | 22,44            | 22,28            | 17,48            | 12,77            | 7,40             | 4,42             |                  |
| Середній мінімум, °C                          | −2,76            | −1,68            | 1,61             | 5,56             | 10,11            | 13,96            | 17,73            | 17,60            | 12,78            | 8,08             | 2,70             | −0,27            |                  |
| Норма опадів, мм                              | 77               | 67               | 73               | 80               | 65               | 66               | 46               | 58               | 83               | 104              | 120              | 102              |                  |
| Середньомісячна швидкість вітру, м/с          | 2.10             | 2.41             | 2.60             | 2.49             | 2.25             | 1.99             | 2.00             | 1.86             | 2.00             | 2.04             | 2.40             | 2.40             |                  |
| Середньомісячна сонячна радіація, кДж/м²·день | 5402             | 8176             | 11799            | 16150            | 19952            | 22598            | 24280            | 21359            | 15829            | 10354            | 5958             | 4627             |                  |
| --------------------------------------------- | ---------------- | ---------------- | ---------------- | ---------------- | ---------------- | ---------------- | ---------------- | ---------------- | ---------------- | ---------------- | ---------------- | ---------------- | ---------------- |
| Джерело:                                      |                  |                  |                  |                  |                  |                  |                  |                  |                  |                  |                  |                  |                  |